# Ōminesan-ji
Ōminesan-ji (大峯山寺?, Ōminesan-ji) è un importante tempio della religione Shugendō nel distretto di Yoshino, prefettura di Nara in Giappone. Si trova sulla cima del Monte Ōmine, o Sanjōgatake. Secondo la tradizione, venne fondato da En no Ozunu, il fondatore dello Shugendō, una sorta di ascetismo di montagna intriso di elementi buddhisti e scintoisti. Assieme al tempio Kimpusen-ji è considerato il più importante tempio Shugendō.
Il santuario intorno al picco Sanjōgatake (山上ヶ岳?) è stato a lungo considerato sacro nello Shugendō, e le donne non sono ammesse nella zona oltre le quattro "porte" sul percorso verso la vetta. Sulla vicina cima Inamuragatake (稲村ヶ岳?), 1.726 m di altitudine, nel 1959 è stato aperto un luogo di formazione per donne credenti, così chiamato "Ōmine per le donne" (女人大峯?, Nyonin Ōmine) .
Nel 2004, Ōminesan-ji è stato designato come parte del patrimonio dell'umanità dell'UNESCO sotto il nome di Siti sacri e vie di pellegrinaggio nella catena montuosa di Kii.